# Ziekte van Kawasaki
De ziekte van Kawasaki of mucocutaan lymfekliersyndroom (MCLS) is een zeldzame ziekte waarbij de middelgrote bloedvaten door het gehele lichaam ontstoken raken. De ziekte is genoemd naar de Japanse kinderarts Tomisaku Kawasaki die in 1961 voor het eerst werd geconfronteerd met de ziekte, in 1962 de diagnose beschreef en in 1967 hierover een paper schreef. Toen in 1992 in Nelson Textbook of Pediatrics, een standaard tekstboek voor kinderartsen in de Verenigde Staten, de ziekte van Kawasaki als zodanig werd benoemd, werd de naam van de ziekte internationaal geaccepteerd.

De patiënt leed aan een ongeveer twee weken durende hoge koorts; bilaterale conjunctivale hyperemie zonder afscheiding; rood geworden, droge gespleten lippen; diffuse roodheid van de mucosa van de mondholte; aardbei-achtige tong; non-purulente cervicale lymfadenopathie; polymorf erytheem op het lichaam en duidelijke roodheid van handpalmen en voetzolen met induratief oedeem na afschilfering van de vingertoppen.
— Tomisaku Kawasaki, 1962, symptoombeschrijving van zijn eerste Kawasakipatiënt in 1961

## Oorzaak
De ziekte wordt waarschijnlijk veroorzaakt door een bacterie of een virus, maar de precieze oorzaak is niet bekend. Waarschijnlijk is het een resultaat van hyperreactiviteit van het immuunsysteem in combinatie met genetische gevoeligheid. Er zijn aanwijzingen dat afwijkingen in het ITPKC-gen en chromosoom 19 geassocieerd zijn met de vatbaarheid voor de ziekte.

## Symptomen
De patiënt krijgt hevige moeilijk te controleren koorts, de lymfeklieren in de hals zwellen op, en er ontstaan huiduitslag en rode verkleuring van de slijmvliezen. De behandeling bestaat uit het intraveneus toedienen van immunoglobuline. Om bijverschijnselen te bestrijden worden hoge doses aspirine gegeven.

## Voorkomen
Deze ziekte komt voor bij kinderen, meestal jonger dan vijf jaar, er zijn echter inmiddels ook casus bekend bij volwassenen. De gemiddelde leeftijd van de patiëntjes is twee jaar; twee derde van hen zijn jongetjes. De oorzaak van deze ongelijke sekseverdeling is niet bekend. Onder Japanners komt de ziekte vaker voor, gevolgd door de Afro-Caribische etniciteit. Uit de bestudering van oude autopsierapporten blijkt dat in retrospect de ziekte van Kawasaki reeds in de Verenigde Staten voorkwamen sinds het jaar 1871. Gevallen waarbij een aneurysma van een kransslagader ten gevolge van de ziekte van Kawasaki fataal zijn geweest. De niet-fatale gevallen zijn vaak gemisdiagnosticeerd als het syndroom van Stevens-Johnson.

## Indeling en behandeling
De ziekte van Kawasaki is in 1993 ingedeeld bij de vasculitiden (ontstekingen van de wanden van de bloedvaten). Soms wordt de ziekte van Kawasaki aangezien voor roodvonk, waarbij ook koorts, een rode tong, gezwollen klieren en na enkele dagen vervelling optreden. Als een behandeling met immunoglobuline binnen de eerste 10 ziektedagen achterwege blijft, bestaat er een verhoogde kans op het ontstaan van aneurysmata. Het toevoegen van corticosteroïden aan het behandelregime reduceert de kans op aneurysmavorming nog meer. Aangezien de ziekte een zelflimiterende ziekte is, wordt de diagnose vaak gemist. Deze kinderen kunnen opgroeien met een coronair aneurysma, in 25% van de onbehandelde gevallen gebeurt dit, waardoor ze meer kans hebben op bijvoorbeeld een myocardinfarct op jonge leeftijd. Daarbij is er een kans dat sommige kinderen die behandeld zijn met immunoglobulines ook coronaire aneurysmata ontwikkelen. De eerste presentatie van een gemiste ziekte van Kawasaki kan een myocardinfarct zijn.